# Afrika-Cup 2012/Finalrunde
Spiele der Finalrunde des Afrika-Cups 2012:

## Viertelfinale

### Sambia – Sudan 3:0 (1:0)
| Sambia                                                 | Sambia | Sudan | Sudan |
| ------------------------------------------------------ | --- | --- | ----- |
| Sambia                                                 | \| Viertelfinale \| \| 4. Februar 2012 um 17:00 Uhr in Bata (Estadio de Bata) \| \| Zuschauer: 200 \| \| Schiedsrichter: Bakary Gassama ( Gambia) \| | \| Viertelfinale \| \| 4. Februar 2012 um 17:00 Uhr in Bata (Estadio de Bata) \| \| Zuschauer: 200 \| \| Schiedsrichter: Bakary Gassama ( Gambia) \| | Sudan |
| Sambia                                                 | Kennedy Mweene – Joseph Musonda, Hijani Himoonde, Stophira Sunzu, Davies Nkausu – Rainford Kalaba, Isaac Chansa, Nathan Sinkala, Chisamba Lungu (56. Francis Kasonde) – Chris Katongo (89. Jonas Sakuwaha), Emmanuel Mayuka (64. James Chamanga) Cheftrainer: Hervé Renard | Akram Al Hadi – Mowaia Bashir, Alaadine Yousif (30. Amir Kamal), Khaliefa Ahmed, Mosab Omar – Mohammed Ahmed Bashir, Nazar Hamid (42. Ramadan Alagab), Hisam Mustaffa (69. Baderaldien Aldoud) – Siefaldien Ali, Mohamed Al Tahir, Eltaib Mudather Cheftrainer: Mohamed Abdalla Ahmed | Sudan |
| Sambia                                                 | 1:0 Stophira Sunzu (15.) 2:0 Chris Katongo (66.) 3:0 James Chamanga (86.) | | Sudan |
| Sambia                                                 | Nathan Sinkala (45.+1') | Siefaldien Ali (36.), Khaliefa Ahmed (37.), Mohamed Al Tahir (45.+2') | Sudan |
| Sambia                                                 | Siefaldien Ali (65.) | | Sudan |
| Sambia                                                 | Katongo verschießt Foulelfmeter (66.) | | Sudan |
| Viertelfinale                                          | | |       |
| 4. Februar 2012 um 17:00 Uhr in Bata (Estadio de Bata) | | |       |
| Zuschauer: 200                                         | | |       |
| Schiedsrichter: Bakary Gassama ( Gambia)               | | |       |

### Elfenbeinküste – Äquatorialguinea 3:0 (1:0)
| Elfenbeinküste                                                   | Elfenbeinküste | Äquatorialguinea | Äquatorialguinea |
| ---------------------------------------------------------------- | --- | --- | ---------------- |
| Elfenbeinküste                                                   | \| Viertelfinale \| \| 4. Februar 2012 um 20:00 Uhr in Malabo (Nuevo Estadio de Malabo) \| \| Zuschauer: 12.500 \| \| Schiedsrichter: Eddy Maillet ( Seychellen) \|                                                                                             | \| Viertelfinale \| \| 4. Februar 2012 um 20:00 Uhr in Malabo (Nuevo Estadio de Malabo) \| \| Zuschauer: 12.500 \| \| Schiedsrichter: Eddy Maillet ( Seychellen) \|                                                  | Äquatorialguinea |
| Elfenbeinküste                                                   | Boubacar Barry – Kolo Touré, Arthur Boka, Souleymane Bamba, Didier Zokora (76. Wilfried Bony) – Yaya Touré, Kafoumba Coulibaly (86. Emmanuel Eboué), Jean-Jacques Gosso, Max Gradel (84. Salomon Kalou) – Didier Drogba , Gervinho Cheftrainer: François Zahoui | Danilo – Kily, Lawrence Doe, Rui, Fousseny Kamissoko (83. Raúl Fabiani) – Ben Konaté, Javier Balboa, Narcisse Ekanga (70. Iván Bolado), Juvenal – Daniel Ekedo (46. Thierry Fidjeu), Randy Cheftrainer: Gílson Paulo | Äquatorialguinea |
| Elfenbeinküste                                                   | 1:0 Didier Drogba (35.) 2:0 Didier Drogba (69.) 3:0 Yaya Touré (81.) | | Äquatorialguinea |
| Elfenbeinküste                                                   | Juvenal (80.) | | Äquatorialguinea |
| Elfenbeinküste                                                   | Drogba verschießt Foulelfmeter (29.) | | Äquatorialguinea |
| Viertelfinale                                                    | | |                  |
| 4. Februar 2012 um 20:00 Uhr in Malabo (Nuevo Estadio de Malabo) | | |                  |
| Zuschauer: 12.500                                                | | |                  |
| Schiedsrichter: Eddy Maillet ( Seychellen)                       | | |                  |

### Gabun – Mali 1:1 n.V. (1:1, 0:0), 4:5 i.E.
| Gabun                                                         | Gabun | Mali | Mali |
| ------------------------------------------------------------- | --- | --- | ---- |
| Gabun                                                         | \| Viertelfinale \| \| 5. Februar 2012 um 17:00 Uhr in Libreville (Stade d’Angondjé) \| \| Zuschauer: 30.000 \| \| Schiedsrichter: Djamel Haimoudi ( Algerien) \| | \| Viertelfinale \| \| 5. Februar 2012 um 17:00 Uhr in Libreville (Stade d’Angondjé) \| \| Zuschauer: 30.000 \| \| Schiedsrichter: Djamel Haimoudi ( Algerien) \|                                                                              | Mali |
| Gabun                                                         | Didier Ovono – Bruno Ecuélé Manga, Moïse Brou Apanga, Edmond Mouele, Charly Moussono – Cédric Moubamba (93. Lloyd Palun), Lévy Madinda (102. Bruno Mbanangoyé Zita), André Biyogo Poko, Eric Mouloungui – Daniel Cousin (69. Fabrice Do Marcolino), Pierre-Emerick Aubameyang Cheftrainer: Gernot Rohr | Soumbeyla Diakité – Cédric Kanté , Adama Tamboura, Ousmane Berthé, Drissa Diakité – Seydou Keita, Abdou Traoré (63. Mustapha Yatabaré), Bakaye Traoré, Samba Sow (75. Cheick Diabaté) – Samba Diakité, Modibo Maïga Cheftrainer: Alain Giresse | Mali |
| Gabun                                                         | 1:0 Eric Mouloungui (54.) | 1:1 Cheick Diabaté (85.) | Mali |
| Gabun                                                         | Elfmeterschießen | | Mali |
| Gabun                                                         | 1:0 André Biyogo Poko 2:1 Bruno Mbanangoyé Zita 3:2 Eric Mouloungui Pierre-Emerick Aubameyang 4:4 Bruno Ecuélé Manga | 1:1 Cheick Diabaté 2:2 Mustapha Yatabaré 3:3 Cédric Kanté 3:4 Bakaye Traoré 4:5 Seydou Keita | Mali |
| Gabun                                                         | Cédric Moubamba (35.), Fabrice Do Marcolino (74.), Edmond Mouele (75.) | Drissa Diakité (21.), Modibo Maïga (85.) | Mali |
| Viertelfinale                                                 | | |      |
| 5. Februar 2012 um 17:00 Uhr in Libreville (Stade d’Angondjé) | | |      |
| Zuschauer: 30.000                                             | | |      |
| Schiedsrichter: Djamel Haimoudi ( Algerien)                   | | |      |

### Ghana – Tunesien 2:1 n.V. (1:1, 1:1)
| Ghana                                                              | Ghana | Tunesien | Tunesien |
| ------------------------------------------------------------------ | --- | --- | -------- |
| Ghana                                                              | \| Viertelfinale \| \| 5. Februar 2012 um 20:00 Uhr in Franceville (Stade de Franceville) \| \| Zuschauer: 8.000 \| \| Schiedsrichter: Néant Alioum ( Kamerun) \| | \| Viertelfinale \| \| 5. Februar 2012 um 20:00 Uhr in Franceville (Stade de Franceville) \| \| Zuschauer: 8.000 \| \| Schiedsrichter: Néant Alioum ( Kamerun) \|                                                                                                 | Tunesien |
| Ghana                                                              | Adam Larsen Kwarasey – Masahudu Alhassan, John Boye, John Mensah (52. Isaac Vorsah), Samuel Inkoom – Anthony Annan, Sulley Muntari (64. Jordan Ayew), Emmanuel Agyemang Badu, Kwadwo Asamoah – Asamoah Gyan (99. Prince Tagoe), André Ayew Cheftrainer: Goran Stevanović | Aymen Mathlouthi – Karim Haggui, Aymen Abdennour, Khalil Chemmam, Bilel Ifa (81. Anis Boussaïdi) – Hocine Ragued, Mejdi Traoui, Jamel Saihi (68. Issam Jemâa), Zouheir Dhaouadi (105. Oussama Darragi) – Saber Khelifa, Youssef Msakni Cheftrainer: Sami Trabelsi | Tunesien |
| Ghana                                                              | 1:0 John Mensah (9.) 2:1 André Ayew (100.) | 1:1 Saber Khelifa (41.) | Tunesien |
| Ghana                                                              | John Boye (23.), Emmanuel Agyemang Badu (76.), Anthony Annan (113.) | Karim Haggui (31.) | Tunesien |
| Ghana                                                              | Aymen Abdennour (108.) | | Tunesien |
| Viertelfinale                                                      | | |          |
| 5. Februar 2012 um 20:00 Uhr in Franceville (Stade de Franceville) | | |          |
| Zuschauer: 8.000                                                   | | |          |
| Schiedsrichter: Néant Alioum ( Kamerun)                            | | |          |

## Halbfinale

### Sambia – Ghana 1:0 (0:0)
| Sambia                                                 | Sambia | Ghana | Ghana |
| ------------------------------------------------------ | --- | --- | ----- |
| Sambia                                                 | \| Halbfinale \| \| 8. Februar 2012 um 17:00 Uhr in Bata (Estadio de Bata) \| \| Zuschauer: 12.000 \| \| Schiedsrichter: Mohamed Benouza ( Algerien) \|                                                                                                | \| Halbfinale \| \| 8. Februar 2012 um 17:00 Uhr in Bata (Estadio de Bata) \| \| Zuschauer: 12.000 \| \| Schiedsrichter: Mohamed Benouza ( Algerien) \|                                                                                                | Ghana |
| Sambia                                                 | Kennedy Mweene – Joseph Musonda, Hijani Himoonde, Stophira Sunzu, Davies Nkausu – Rainford Kalaba, Francis Kasonde (66. Chisamba Lungu), Nathan Sinkala, Isaac Chansa – Chris Katongo , James Chamanga (46. Emmanuel Mayuka) Cheftrainer: Hervé Renard | Adam Larsen Kwarasey – Lee Addy, John Boye, John Mensah (72. Isaac Vorsah), Samuel Inkoom – Anthony Annan, Derek Boateng, Asamoah Gyan (74. Prince Tagoe), Kwadwo Asamoah – Jordan Ayew, André Ayew (87. Sulley Muntari) Cheftrainer: Goran Stevanović | Ghana |
| Sambia                                                 | 1:0 Emmanuel Mayuka (78.) | | Ghana |
| Sambia                                                 | Francis Kasonde (10.), Stophira Sunzu (52.), Isaac Chansa (70.) | John Boye (15.), Derek Boateng (63.) | Ghana |
| Sambia                                                 | Derek Boateng (83.) | | Ghana |
| Sambia                                                 | Gyan verschießt Foulelfmeter (8.) | | Ghana |
| Halbfinale                                             | | |       |
| 8. Februar 2012 um 17:00 Uhr in Bata (Estadio de Bata) | | |       |
| Zuschauer: 12.000                                      | | |       |
| Schiedsrichter: Mohamed Benouza ( Algerien)            | | |       |

### Mali – Elfenbeinküste 0:1 (0:1)
| Mali                                                          | Mali | Elfenbeinküste | Elfenbeinküste |
| ------------------------------------------------------------- | --- | --- | -------------- |
| Mali                                                          | \| Halbfinale \| \| 8. Februar 2012 um 20:00 Uhr in Libreville (Stade d’Angondjé) \| \| Zuschauer: 32.000 \| \| Schiedsrichter: Daniel Bennett ( Südafrika) \| | \| Halbfinale \| \| 8. Februar 2012 um 20:00 Uhr in Libreville (Stade d’Angondjé) \| \| Zuschauer: 32.000 \| \| Schiedsrichter: Daniel Bennett ( Südafrika) \|                                                                               | Elfenbeinküste |
| Mali                                                          | Soumbeyla Diakité – Drissa Diakité (46. Ousmane Coulibaly), Ousmane Berthé, Cédric Kanté , Adama Tamboura – Seydou Keita, Samba Diakité, Bakaye Traoré, Samba Sow (84. Mahamane Traoré) – Mustapha Yatabaré (73. Garra Dembélé), Cheick Diabaté Cheftrainer: Alain Giresse | Boubacar Barry – Kolo Touré, Siaka Tiéné, Souleymane Bamba, Didier Zokora – Yaya Touré (90. Didier Ya Konan), Cheik Tioté, Jean-Jacques Gosso – Didier Drogba , Salomon Kalou (79. Abdul Kader Keïta), Gervinho Cheftrainer: François Zahoui | Elfenbeinküste |
| Mali                                                          | 0:1 Gervinho (45.) | | Elfenbeinküste |
| Mali                                                          | Ousmane Berthé (6.), Seydou Keita (7.), Samba Diakité (89.) | Cheik Tioté (83.), Siaka Tiéné (90.+3') | Elfenbeinküste |
| Halbfinale                                                    | | |                |
| 8. Februar 2012 um 20:00 Uhr in Libreville (Stade d’Angondjé) | | |                |
| Zuschauer: 32.000                                             | | |                |
| Schiedsrichter: Daniel Bennett ( Südafrika)                   | | |                |

## Spiel um Platz 3

### Ghana – Mali 0:2 (0:1)
| Ghana                                                             | Ghana | Mali | Mali |
| ----------------------------------------------------------------- | --- | --- | ---- |
| Ghana                                                             | \| Spiel um Platz 3 \| \| 11. Februar 2012 um 20:00 Uhr in Malabo (Nuevo Estadio de Malabo) \| \| Zuschauer: 15.000 \| \| Schiedsrichter: Gehad Grisha ( Ägypten) \|                                                                                            | \| Spiel um Platz 3 \| \| 11. Februar 2012 um 20:00 Uhr in Malabo (Nuevo Estadio de Malabo) \| \| Zuschauer: 15.000 \| \| Schiedsrichter: Gehad Grisha ( Ägypten) \|                                                                                | Mali |
| Ghana                                                             | Adam Larsen Kwarasey – John Paintsil , Isaac Vorsah, John Mensah, Lee Addy, Samuel Inkoom (35. Prince Tagoe) – Anthony Annan, Mohammed Abu (46. Sulley Muntari), Kwadwo Asamoah (68. Masahudu Alhassan) – Jordan Ayew, André Ayew Cheftrainer: Goran Stevanović | Oumar Sissoko – Ousmane Coulibaly, Abdoulaye Maïga, Cédric Kanté , Adama Tamboura – Seydou Keita, Samba Diakité, Bakaye Traoré – Samba Sow (85. Souleymane Keïta), Garra Dembélé (86. Mustapha Yatabaré), Cheick Diabaté Cheftrainer: Alain Giresse | Mali |
| Ghana                                                             | 0:1 Cheick Diabaté (23.) 0:2 Cheick Diabaté (80.) | | Mali |
| Ghana                                                             | Jordan Ayew (26.), Isaac Vorsah (47.) | Samba Sow (42.), Bakaye Traoré (56.) | Mali |
| Ghana                                                             | Isaac Vorsah (64.) | | Mali |
| Spiel um Platz 3                                                  | | |      |
| 11. Februar 2012 um 20:00 Uhr in Malabo (Nuevo Estadio de Malabo) | | |      |
| Zuschauer: 15.000                                                 | | |      |
| Schiedsrichter: Gehad Grisha ( Ägypten)                           | | |      |

## Finale

### Sambia – Elfenbeinküste 0:0 n.V., 8:7 i.E.
| Sambia                                                         | Sambia | Elfenbeinküste | Elfenbeinküste | Aufstellung                             |
| -------------------------------------------------------------- | --- | --- | -------------- | --------------------------------------- |
| Sambia                                                         | \| Finale \| \| 12. Februar 2012 um 20:30 Uhr in Libreville (Stade d’Angondjé) \| \| Schiedsrichter: Badara Diatta ( Senegal) \| | \| Finale \| \| 12. Februar 2012 um 20:30 Uhr in Libreville (Stade d’Angondjé) \| \| Schiedsrichter: Badara Diatta ( Senegal) \| | Elfenbeinküste | Aufstellung Sambia gegen Elfenbeinküste |
| Sambia                                                         | Kennedy Mweene – Joseph Musonda (12. Nyambe Mulenga, 74. Felix Katongo), Hijani Himoonde, Stophira Sunzu, Davies Nkausu – Rainford Kalaba, Isaac Chansa, Nathan Sinkala, Chisamba Lungu – Chris Katongo , Emmanuel Mayuka Cheftrainer: Hervé Renard | Boubacar Barry – Kolo Touré, Siaka Tiéné, Souleymane Bamba, Jean-Jacques Gosso – Yaya Touré (87. Wilfried Bony), Cheik Tioté, Didier Zokora (75. Didier Ya Konan) – Didier Drogba , Salomon Kalou (63. Max Gradel), Gervinho Cheftrainer: François Zahoui | Elfenbeinküste | Aufstellung Sambia gegen Elfenbeinküste |
| Sambia                                                         | Elfmeterschießen | | Elfenbeinküste | Aufstellung Sambia gegen Elfenbeinküste |
| Sambia                                                         | 1:1 Chris Katongo 2:2 Emmanuel Mayuka 3:3 Isaac Chansa 4:4 Felix Katongo 5:5 Kennedy Mweene 6:6 Nathan Sinkala 7:7 Chisamba Lungu Rainford Kalaba 8:7 Stophira Sunzu                                                                                | 0:1 Cheik Tioté 1:2 Wilfried Bony 2:3 Souleymane Bamba 3:4 Max Gradel 4:5 Didier Drogba 5:6 Siaka Tiéné 6:7 Didier Ya Konan Kolo Touré Gervinho | Elfenbeinküste | Aufstellung Sambia gegen Elfenbeinküste |
| Sambia                                                         | Nyambe Mulenga (69.) | Cheick Tioté (63.), Souleymane Bamba (66.) | Elfenbeinküste | Aufstellung Sambia gegen Elfenbeinküste |
| Sambia                                                         | Drogba verschießt Foulelfmeter (70.) | | Elfenbeinküste | Aufstellung Sambia gegen Elfenbeinküste |
| Sambia                                                         | Spieler des Spiels: Chris Katongo | | Elfenbeinküste | Aufstellung Sambia gegen Elfenbeinküste |
| Finale                                                         | | |                |                                         |
| 12. Februar 2012 um 20:30 Uhr in Libreville (Stade d’Angondjé) | | |                |                                         |
| Schiedsrichter: Badara Diatta ( Senegal)                       | | |                |                                         |